# Wladimir Semjonowitsch Antonow
Wladimir Semjonowitsch Antonow (russisch Владимир Семёнович Антонов; * 28. Juni 1909; † 9. Mai 1993 in Moskau) war ein sowjetischer Generalmajor der von 1928 bis 1964 in der Roten bzw. Sowjetarmee diente. Er war 1943 bis 1945 Kommandant der 301. Schützendivision und war an der Schlacht um Berlin beteiligt, wo er unter anderem den Führerbunker einnahm.
Am 6. April 1945 wurde er mit dem Titel Held der Sowjetunion geehrt.

## Leben
Antonow wurde 1909 an einer Bahnstation im heutigen Distrikt Atkarsk in die Familie eines Eisenbahnarbeiters geboren. Er arbeitete in einem Holzlager des Distrikt Atkarsk im Dienst des Komitees des Komsomol. Im November 1928 wurde er zum Militärdienst bei der Komsomol verpflichtet. 1924 leitete er eine Pionierabteilung der Stadt Atkarsk und diente dann bei den Truppen der Geheimpolizei (OGPU). Zuerst wurde er zu den GPU-Grenztruppen geschickt und diente bei der 21. Jampoler-Grenzdivision. Im November 1929 wurde er in das 6. GPU-Kavallerieregiment nach Charkiw verlegt, in dem er Leier der Regimentsschule, dann 1931 Zugkommandant des Regimentes wurde. 1937 diente er im 5. motorisierten „Don“-Regiment des NKWD. 1937 bis 1940 absolvierte er die  Frunse-Militärakademie der Roten Armee. Ab 1940 diente er im unabhängigen 1. motorisierten „Bialystoker“ Schützen-Regiment des NKWD in Kaunas in der Lettischen SSR. Er diente dort als Stabschef, von Mai bis Juni 1941 vorübergehend auch als Kommandeur.
Ab dem Tag der deutschen Invasion, dem 22. Juni 1941, nahm Antonow mit seinem NKWD-Regiment im Rücken der Nordwestfront an den schweren Abwehrschlachten im Raum Kaunas und Polozk teil. Anfang August 1941 trat er in die Rote Armee über und diente bei der 29. Armee im 912. Schützenregiment der 243. Schützendivision. Ein  Militärgericht der 29. Armee verurteilte ihn am 1. September 1941 wegen schlechter Truppenführung zu 5 Jahren Arbeitslager, das Urteil wurde aber wegen hervorragender Tapferkeit wieder aufgehoben. Am 16. September wurde er zum Stabschef einer gemischten motorisierten Schützenbrigade der 29. Armee ernannt und nahm an der Kalininer Verteidigungsoperation und später an der Rückeroberung von Kalinin teil. Durch die Entscheidung des Militärgerichts vom 9. Dezember 1941 wurde sein Strafregister wegen seines bewiesenen Mutes in diesen Kämpfen entfernt. Im November 1941 wurde er bei der 31. Armee zum Kommandeur des 916. Schützenregiments der 247. Schützendivision ernannt und nahm an der Schlacht um Moskau teil. Im Februar 1942 wurde er schwer verwundet. Nach der Behandlung im März 1942 wurde er zum Kommandeur der im Militärbezirk Moskau aufgestellten 162. Kadetten-Schützenbrigade ernannt, aus der im April 1942 die reguläre 256. Schützen-Brigade gebildet wurde. Im August 1942 kam seine Brigade an die Transkaukasische Front und nahm bei der Schlacht um den Kaukasus an der Mosdok-Malgobeker Operation teil.  Im November 1942 wurde er zum stellvertretenden Befehlshaber der selbstständigen 84. Marine-Brigade ernannt. Als die Gegenoffensive der Nordkaukasischen Front am 1. Januar 1943 begann, zeigte er neuerlich hervorragende Führungsleistung, wofür sein neu angelegtes Strafregister durch ein Dekret des Militärrates der Nordkaukasus-Front am 23. Januar neuerlich entfernt wurde. Ab Mai 1943 befehligte er die 19. Schützen-, dann die 34. Marine-Schützen-Brigade an der Nordkaukasusfront und nahm an der Befreiung des Kuban-Gebietes teil. Am 14. August 1943 wurde Wladimir Antonow zum Kommandeur der 301. Schützen-Division ernannt, deren dritte Formation neu aufgestellt worden war, und führte die Division bis zum Ende des Krieges. Die Division wurde an die 5. Stoßarmee der Südfront (seit Oktober 1943 4. Ukrainische Front) übertragen und nahm an den Operationen von Donbass, Melitopol, Nikopol-Kriwoj Rog, teil. Im März 1944 wurde die Division zur 57. Armee der 3. Ukrainischen Front versetzt, die sich in Offensivoperationen von Odessa und Jassy-Kischinew auszeichnete. Am 14. Januar 1945 brachen seine Truppen an der Weichselfront durch und schlug zahlreiche deutsche Gegenangriffe zurück. Das Präsidium des obersten Sowjets der UdSSR verlieh ihm am 6. April 1945 für geschickte Führung der Division und die Verteidigung des Brückenkopfes von Magnuszew den Titel des Helden der Sowjetunion samt Verleihung eines Leninordens und der Medaille des Goldenen Sternes. Von Mitte April bis Mai 1945 nahm seine Division im Rahmen der Berliner Operation am Angriff über Karlshorst auf das Stadtzentrum  teil. Durch Dekret Nr. 1683 des Rates der Volksvertreter der UdSSR erhielt Antonow am 11. Juli 1945 den Rang des Generalmajors.
Nach dem Krieg befehligte Antonow weiterhin in der Sowjetarmee seine alte Division. Ab Dezember 1946 war er Leiter des Trainingsdepartmentss der kombinierten Einheiten der 8. Gardearmee bei der Gruppe der sowjetischen Besatzungskräfte in Deutschland. 1950 absolvierte er die Höhere Woroschilow Generalstabsakademie und wurde zum Leiter der Abteilung für Militär- und Körpertraining im Hauptquartier des Militärbezirks Turkestan ernannt. Im November 1954 wurde er stellvertretender Kommandant des 79. Schützenkorps (im März 1955 umbenannt in 23. Schützenkorps). Ab Juni 1955 war er stellvertretender Chef des kombinierten Trainingsdepartments der 3. Armee. Ab Januar 1958 war er Leiter der Militärabteilung des zentralasiatischen Polytechnischen Instituts der Stadt Taschkent. Im November 1964 wurde Antonow aus der Armee verabschiedet, er lebte zuletzt in Moskau, wo er am 9. Mai 1993 verstarb.

## Auszeichnungen (Auswahl)
- Held der Sowjetunion (6. April 1945) (Verleihungsnummer 5657)
- 2 Leninorden (6. April 1945, 11. Mai 1954)
- 2 Rotbannerorden (18. April 1942, 20. Juni 1949)
- Suworow-Orden 2. Klasse (29. Mai 1945)
- Kutusoworden 2. Klasse (17. September 1943)
- Orden von Bogdan Chmelnitski 2. Klasse (13. September 1944)
- Medaille für Oder, Neiße, Ostsee